# Tim Tebow

Timothy Richard "Tim" Tebow, född 14 augusti 1987 i Makati, Filippinerna, är en amerikansk fotbollsspelare (tight end) som är Free Agent, senast var han med i träningstruppen för NFL-laget Jacksonville.
Tebow spelade quarterback på collegenivå för University of Florida, och vann 2007 Heisman Trophy som ges till den bästa spelaren i collegeligan. Tebow draftades i förstarundan av Denver Broncos i 2010 års draft och spelade för Denver 2010-2011. 2012 byttes han bort till New York Jets men fick lite speltid under säsongen och släpptes efter säsongens slut. Efter amerikanska fotbollskarriären spelade Tebow professionell baseball i de mindre ligorna och avslutade karriären 2020. Tebow har de senaste åren varit expertkommentator för ESPN i deras sändningar av collegefootball. 